# Omorgus baccatus
Omorgus baccatus är en skalbaggsart som beskrevs av Gerstaecker 1867. Omorgus baccatus ingår i släktet Omorgus och familjen knotbaggar. Inga underarter finns listade i Catalogue of Life.